# Gyatso

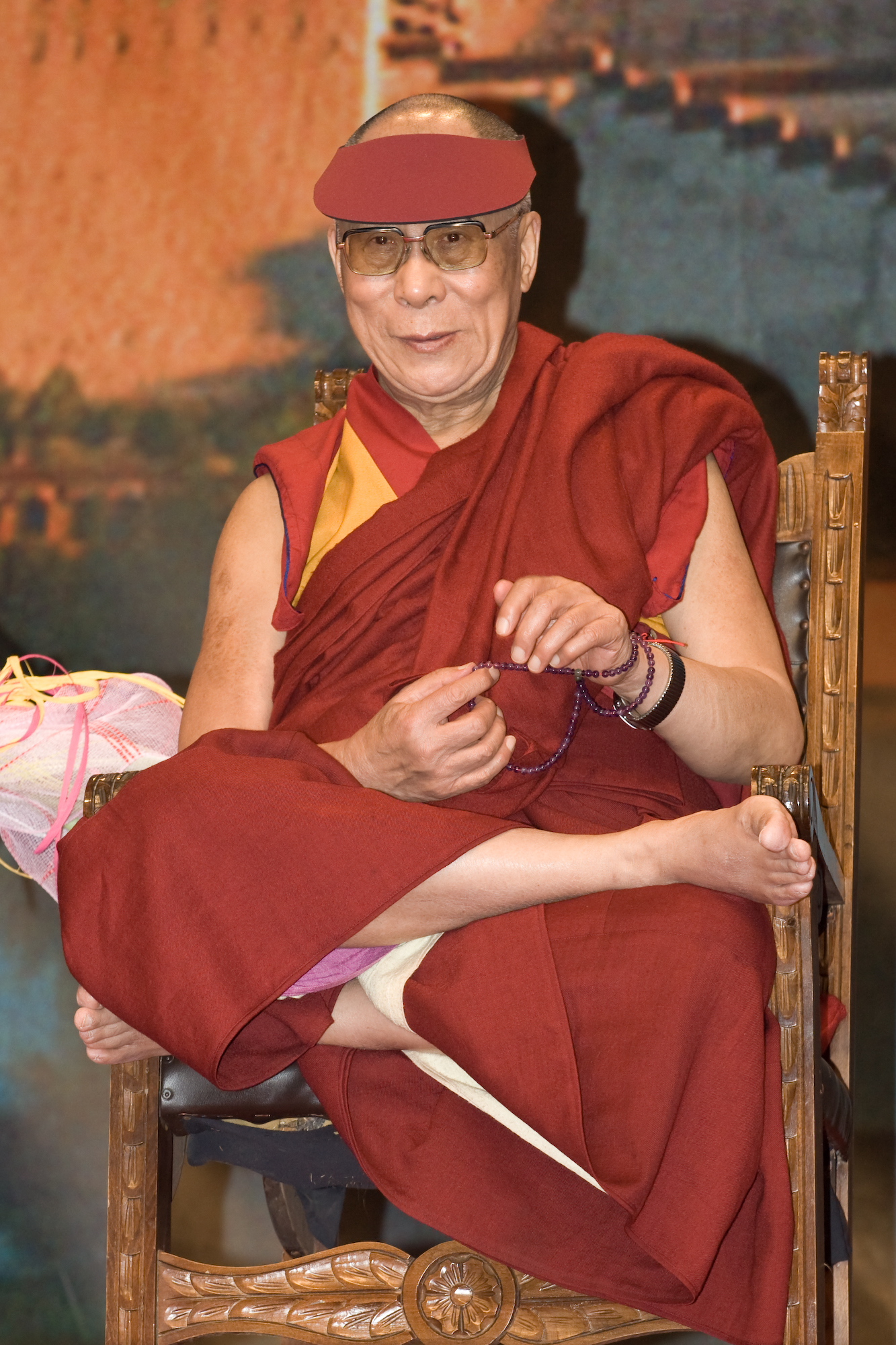
L'attuale Dalai Lama Tenzin Gyatso

Gyatso (in tibetano: རྒྱ་མཚོ, traslitterato anche come Gyamco) è un nome proprio di persona tibetano maschile.

## Origine e diffusione
Tutti i Dalai Lama, eccettuato il primo, portano questo nome; esso significa "oceano", lo stesso del termine mongolo "dalai". Nel dialetto di Lhasa si pronuncia /ˈcatsʰo/ o /ˈcamtsʰo/. 

## Persone
- Chödrak Gyatso, il settimo Karmapa
- Chögyam Trungpa (Chögyam è l'abbreviazione di Chögyi Gyamtso), filosofo tibetano
- Desi Sangye Gyatso, figura politica del diciassettesimo secolo
- Geshe Sherab Gyatso, politico comunista del ventesimo secolo
- Khenpo Tsültrim Gyamtso, Karma Kagyu lama
- Tenzin Gyatso, XIV Dalai Lama del Tibet